# 플라카

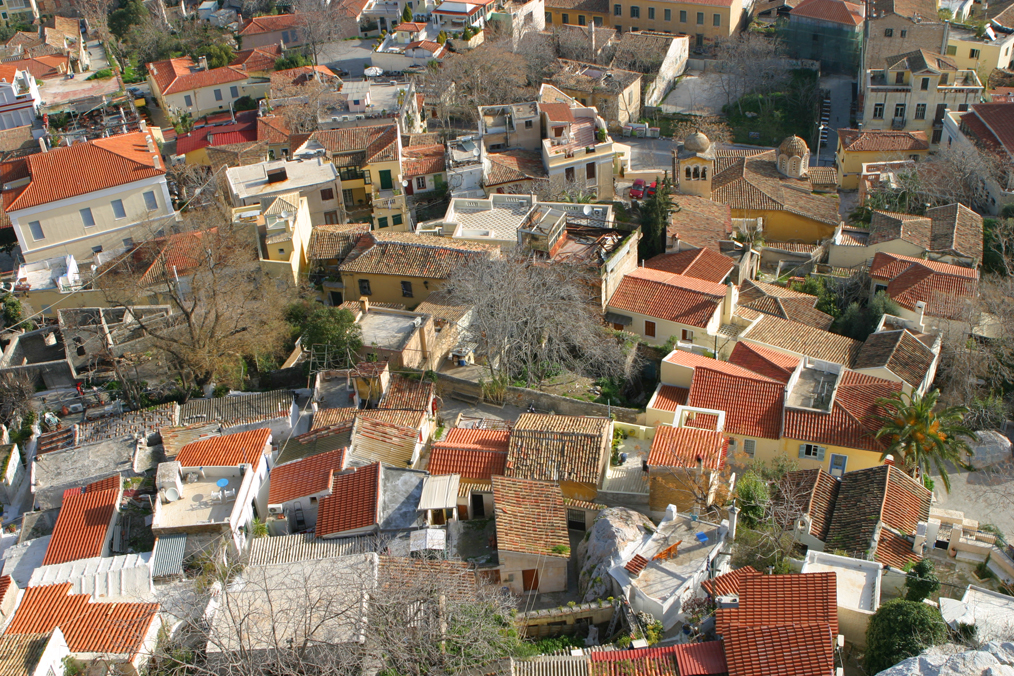
플라카

플라카(그리스어: Πλάκα)는 그리스 아테네의 고대 지구이다.